# Marja-Leena Mikkola
Marja-Leena Mikkola (från 1963 egentligen Salmi), född Pirinen den 18 mars 1939 i Salo, är en finländsk författare och poet.

## Biografi
Mikkola avlade en magisterexamen 1963, men hade redan då inlett sin karriär som författare. Hon arbetade sedan en tid som bibliotekarie vid Helsingfors universitet och senare som kanslichef för finska författare.
Mikkola har skrivit samhällskritiska romaner och noveller, barnböcker och film- och tv-manus. Hon är särskilt känd för sin beskrivning av kvinnors vardag och livsvillkor. Viktiga verk är Naisia ("Kvinnor", 1962), Lääkärin rouva ("Läkarens hustru", 1972), Maailman virrassa ("I världens ström", 1981) och Mykkä tytär ("Stum dotter", 2001).